# Bobby Muller
Bobby Muller (Long Island, 1946) is een Amerikaanse Vietnamveteraan en vredesactivist.

## Levensloop
Muller groeide op in een buitenwijk van New York en studeerde in 1968 af in bedrijfsadministratie aan de Hofstra-universiteit. Hij meldde zich daarna voor het United States Marine Corps, waarvoor hij van 1968 tot 1969 diende als infanterieofficier. Tijdens een gevechtshandeling in de Vietnamoorlog in 1969 werd hij in zijn rug geraakt door een kogel en raakte daardoor verlamd vanaf zijn borstkas tot en met zijn beide benen.
Terug in de Verenigde Staten werd hij in het Veterans Administration Hospital in The Bronx gewaar van de verwaarlozing en gebrekkige verzorging van gewonde veteranen. Deze ervaring vormde het verdere verloop van zijn leven, waarin hij zich actief ging inzetten tegen de Vietnamoorlog en voor de rechten van veteranen. Hij startte verder nogmaals met een studie aan de Hofstra-universiteit, ditmaal in rechten, en studeerde nu af in 1974. Na zijn studie ging hij aan het werk als juridisch adviseur voor de Eastern Paralyzed Veterans Association.
In 1978 richtte hij de organisatie Vietnam Veterans of America (VVA) op waarmee hij veteranen ondersteunde in hun rechtsgang en met het verkrijgen van geestelijke bijstand. Drie jaar later stond hij aan het hoofd van de eerste delegatie van veteranen die Vietnam sinds het eind van de oorlog opnieuw bezocht.
Verder ondersteunde hij in 1980 bij de oprichting van de Vietnam Veterans of America Foundation (VVAF), een humanitaire organisatie die zich internationaal richt op oorlogsslachtoffers. In 1987 nam hij het voorzitterschap van de VVAF op zich en zorgde hij voor het uitdelen van rolstoelen en kunstledematen aan slachtoffers van landmijnen. Ook was hij nauw betrokken bij de oprichting van de International Campaign to Ban Landmines en zette hij de Amerikaanse afdeling ervan op.

## Erkenning
Muller heeft aan meer dan honderd universiteiten lezingen gehouden. De International Campaign to Ban Landmines, die hij mede heeft helpen oprichten, werd in 1997 bekroond met een Nobelprijs voor de Vrede. In 1998 werd hij onderscheiden met de Four Freedoms Award voor vrijwaring van vrees.

## Filmografie
Muller speelde een belangrijke rol in verschillende documentaires:
- 1973: Operation Last Patrol, onder regie van Frank Cavestani en Catherine Leroy
- 1974: Hearts and Minds, onder regie van Peter Davis
- 2007: Body of War, onder regie van Ellen Spiro en Phil Donahue